# Gran Premio de la República Checa de Motociclismo de 1996
El Gran Premio de la República Checa de Motociclismo de 1996 fue la decimoprimer prueba del Campeonato del Mundo de Motociclismo de 1996. Tuvo lugar en el fin de semana del 16 al 18 de agosto de 1996 en el Masaryk Circuit, situado en Brno, Moravia, República Checa. La carrera de 500cc la ganó Àlex Crivillé, seguido de Mick Doohan y Scott Russell. Max Biaggi ganó la prueba de 250cc, por delante de Olivier Jacque y Ralf Waldmann. La carrera de 125cc la ganó Valentino Rossi, Jorge Martínez fue segundo y Tomomi Manako tercero.

## Resultados 500cc
| Pos. | Piloto              | Constructor   | Tiempo/Retirado | Puntos |
| ---- | ------------------- | ------------- | --------------- | ------ |
| 1    | Àlex Crivillé       | Honda         | 45:38.884       | 25     |
| 2    | Mick Doohan         | Honda         | +0.002          | 20     |
| 3    | Scott Russell       | Suzuki        | +2.870          | 16     |
| 4    | Kenny Roberts Jr    | Yamaha        | +4.419          | 13     |
| 5    | Loris Capirossi     | Yamaha        | +6.753          | 11     |
| 6    | Jean-Michel Bayle   | Yamaha        | +6.858          | 10     |
| 7    | Tadayuki Okada      | Honda         | +8.892          | 9      |
| 8    | Carlos Checa        | Honda         | +9.148          | 8      |
| 9    | Alex Barros         | Honda         | +13.334         | 7      |
| 10   | Shinichi Itoh       | Honda         | +13.776         | 6      |
| 11   | Norifumi Abe        | Yamaha        | +15.009         | 5      |
| 12   | Alberto Puig        | Honda         | +17.482         | 4      |
| 13   | Terry Rymer         | Suzuki        | +26.828         | 3      |
| 14   | Jeremy McWilliams   | ROC Yamaha    | +49.242         | 2      |
| 15   | Marcellino Lucchi   | Aprilia       | +49.608         | 1      |
| 16   | Lucio Pedercini     | ROC Yamaha    | +53.456         |        |
| 17   | Sean Emmett         | Harris Yamaha | +1:08.488       |        |
| 18   | Eugene McManus      | Yamaha        | +1:13.285       |        |
| 19   | Frédéric Protat     | ROC Yamaha    | +1:13.472       |        |
| 20   | Chris Walker        | Elf 500       | +1:28.250       |        |
| 21   | Adrian Bosshard     | ROC Yamaha    | +1:29.684       |        |
| 22   | Jean Pierre Jeandat | Paton         | +2:01.578       |        |
| 23   | Paul Young          | Harris Yamaha | +1 Vuelta       |        |
| Ret  | James Haydon        | ROC Yamaha    |                 |        |
| Ret  | Luca Cadalora       | Honda         |                 |        |
| DNS  | Juan Borja          | Elf 500       |                 |        |

- Pole Position: Jean-Michel Bayle, 2:02.834
- Vuelta Rápida: Àlex Crivillé, 2:02.335

## Resultados 250cc
| Pos. | Piloto                   | Constructor | Tiempo/Retirado | Puntos |
| ---- | ------------------------ | ----------- | --------------- | ------ |
| 1    | Max Biaggi               | Aprilia     | 42:19.509       | 25     |
| 2    | Olivier Jacque           | Honda       | +5.901          | 20     |
| 3    | Ralf Waldmann            | Honda       | +8.317          | 16     |
| 4    | Tohru Ukawa              | Honda       | +8.517          | 13     |
| 5    | Jürgen Fuchs             | Honda       | +8.662          | 11     |
| 6    | Jean-Philippe Ruggia     | Honda       | +22.095         | 10     |
| 7    | Eskil Suter              | Aprilia     | +37.969         | 9      |
| 8    | Luis d'Antin             | Honda       | +38.309         | 8      |
| 9    | Tetsuya Harada           | Yamaha      | +38.418         | 7      |
| 10   | Roberto Locatelli        | Aprilia     | +38.502         | 6      |
| 11   | Nobuatsu Aoki            | Honda       | +39.177         | 5      |
| 12   | Cristiano Migliorati     | Honda       | +43.563         | 4      |
| 13   | Oliver Petrucciani       | Aprilia     | +43.895         | 3      |
| 14   | Sete Gibernau            | Honda       | +44.034         | 2      |
| 15   | Luca Boscoscuro          | Aprilia     | +51.376         | 1      |
| 16   | Régis Laconi             | Honda       | +52.275         |        |
| 17   | Jurgen van den Goorbergh | Honda       | +52.336         |        |
| 18   | Yasumasa Hatakeyama      | Honda       | +1:10.761       |        |
| 19   | Davide Bulega            | Aprilia     | +1:11.303       |        |
| 20   | Cristophe Cogan          | Honda       | +1:47.010       |        |
| 21   | Vladimír Častka          | Honda       | +1:57.111       |        |
| 22   | José Barresi             | Yamaha      | +1 Vuelta       |        |
| Ret  | Christian Boudinot       | Aprilia     |                 |        |
| Ret  | Takeshi Tsujimura        | Honda       |                 |        |
| Ret  | Sebastián Porto          | Aprilia     |                 |        |
| Ret  | José Luis Cardoso        | Aprilia     |                 |        |
| Ret  | Osamu Miyazaki           | Aprilia     |                 |        |
| Ret  | Gianluigi Scalvini       | Honda       |                 |        |

- Pole Position: Max Biaggi, 2:04.626
- Vuelta Rápida: Max Biaggi, 2:06.067

## Resultados 125cc
| Pos. | Piloto            | Constructor | Tiempo/Retirado | Puntos |
| ---- | ----------------- | ----------- | --------------- | ------ |
| 1    | Valentino Rossi   | Aprilia     | 42:16.229       | 25     |
| 2    | Jorge Martínez    | Aprilia     | +0,245          | 20     |
| 3    | Tomomi Manako     | Honda       | +2,389          | 16     |
| 4    | Kazuto Sakata     | Aprilia     | +2,423          | 13     |
| 5    | Emilio Alzamora   | Honda       | +2,446          | 11     |
| 6    | Haruchika Aoki    | Honda       | +2,511          | 10     |
| 7    | Peter Öttl        | Aprilia     | +4,075          | 9      |
| 8    | Lucio Cecchinello | Honda       | +20,559         | 8      |
| 9    | Ivan Goi          | Honda       | +22,224         | 7      |
| 10   | Dirk Raudies      | Honda       | +22,447         | 6      |
| 11   | Garry McCoy       | Aprilia     | +22,569         | 5      |
| 12   | Yoshiaki Katoh    | Yamaha      | +23,637         | 4      |
| 13   | Masaki Tokudome   | Aprilia     | +27,937         | 3      |
| 14   | Stefano Perugini  | Aprilia     | +28,097         | 2      |
| 15   | Akira Saito       | Honda       | +35,339         | 1      |
| 16   | Manfred Geissler  | Aprilia     | +37,217         |        |
| 17   | Jaroslav Huleš    | Honda       | +45,260         |        |
| 18   | Frédéric Petit    | Honda       | +47,428         |        |
| 19   | Herri Torrontegui | Honda       | +47,778         |        |
| 20   | Paolo Tessari     | Honda       | +48,849         |        |
| 21   | Ángel Nieto Jr    | Aprilia     | +51,113         |        |
| 22   | Harald Danninger  | Honda       | +51,649         |        |
| 23   | Gabriele Debbia   | Yamaha      | +53,475         |        |
| 24   | Loek Bodelier     | Honda       | +1:03.977       |        |
| Ret  | Andrea Ballerini  | Aprilia     |                 |        |
| Ret  | Youichi Ui        | Yamaha      |                 |        |
| Ret  | Darren Barton     | Aprilia     |                 |        |
| Ret  | Antonin Slegl     | Honda       |                 |        |
| Ret  | Noboru Ueda       | Honda       |                 |        |

- Pole Position: Valentino Rossi, 2:11.140
- Vuelta Rápida: Jorge Martínez, 2:11.816